# Gestione delle eccezioni in Java
Nel linguaggio di programmazione object-oriented Java, il sistema di gestione delle eccezioni (o exception handling) è costituito da un insieme di costrutti e regole sintattiche e semantiche introdotte allo scopo di rendere più semplice, chiara e sicura la gestione di eventuali situazioni anomale, dette eccezioni, che si possono verificare durante l'esecuzione di un programma.
L'exception handling di Java deriva direttamente (anche da un punto di vista sintattico) da quello del linguaggio C++. Tuttavia, il meccanismo di Java deve considerarsi decisamente più oneroso, ma certamente più sicuro, grazie alla cosiddetta regola dello handle or declare (gestisci o dichiara), che in sostanza obbliga il programmatore a prevedere esplicite contromisure per ogni situazione anomala (prevedibile).

## Motivazioni
Qualsiasi programma concreto di un certo livello di complessità può incorrere, durante la propria esecuzione, in situazioni anomale che richiedono di venire trattate eseguendo azioni che differiscono da quello che sarebbe stato, altrimenti, il "flusso normale" del programma. Ovviamente, il confine fra "anomalo" o "normale" non è netto. Come esempi di "situazioni anomale", si pensi per esempio all'impossibilità di dialogare con un server attraverso la rete, o il fatto che il programma cerchi di aprire un file che non risulta presente su disco, e così via.
La gestione delle situazioni anomale presenta diversi aspetti critici rispetto a considerazioni di qualità del software. Da una parte, sarebbe auspicabile che chi sviluppa un programma ponga una notevole cura nel prevedere tutte le possibili situazioni anomale che potrebbero insorgere durante l'esecuzione e nel predisporre le contromisure che il programma deve adottare in tali casi per ridurre al minimo le conseguenze di tali anomalie. La gestione "puntigliosa" di tutte le possibili situazioni anomale in tutti i possibili luoghi del codice in cui possono manifestarsi è infatti importante ai fini della robustezza e affidabilità del software. D'altra parte, essendo le situazioni "anomale" potenzialmente molto numerose e diversificate, una gestione davvero completa potrebbe avere l'effetto indesiderabile di oscurare la struttura del codice sorgente, poiché le (relativamente poche) istruzioni che il programma dovrebbe eseguire nel caso normale (o nei casi normali) si potrebbero trovare immerse (e "disperse") in mezzo a una quantità preponderante di istruzioni dedicate alla gestione di anomalie (magari molto improbabili), ovviamente a scapito della leggibilità del programma stesso.

## Segnalazione del fallimento di un metodo
Ogni metodo di un programma Java dovrebbe avere un compito ben preciso da portare a termine (descritto dal suo commento Javadoc). In presenza di anomalie o situazioni impreviste, è possibile che un metodo fallisca, ovvero non sia in grado di portare a termine tale compito. Questa evenienza deve essere evidentemente segnalata al metodo chiamante il quale poi potrà, a seconda dei casi, prendere qualche contromisura che gli consenta di concludere il proprio compito nonostante il fallimento del metodo chiamato, oppure, se questo è impossibile, dichiarare a sua volta il proprio fallimento nei confronti del proprio chiamante (e così via).
Per segnalare il proprio fallimento, un metodo Java può sollevare (o "lanciare", per conservare il significato del corrispondente termine inglese to throw) una eccezione. Si può considerare una eccezione sollevata da un metodo come analogo al concetto di valore restituito dal metodo. Tuttavia, Java distingue i due concetti, così che un metodo potrebbe per esempio tornare un valore intero oppure sollevare un'eccezione, che è un valore di altro tipo (in seguito vedremo quali sono i tipi ammissibili per i valori-eccezione). Il seguente estratto di codice mostra una situazione di questo genere:
```
/**

 * Calcola la differenza in giorni fra due date, specificate rispettivamente dal giorno

 * "gg1", mese "mm1" e anno "aa1" e giorno "gg2", mese "mm2" e anno "aa2"

*/

public
 
int
 
differenzaDate
(
int
 
gg1
,
 
int
 
mm1
,
 
int
 
aa1
,
 
int
 
gg2
,
 
int
 
mm2
,
 
int
 
aa2
)

 
throws
 
DataNonValida

 
{

    
if
(
!
dataValida
(
gg1
,
 
mm1
,
 
aa1
)
 
||
 
!
dataValida
(
gg2
,
 
mm2
,
 
aa2
))

        
throw
 
new
 
DataNonValida
();

    
else
 
{

        
int
 
risultato
;

        
// ... calcola la differenza fra le date

        
return
 
risultato
;

    
}

}

```

Il metodo riportato ritorna, in assenza di errori, un intero che rappresenta la distanza in giorni fra due date. Nel caso in cui una delle triple (giorno, mese, anno) non sia una data valida (per esempio, la tripla 31 2 2000), anziché ritornare un valore intero il metodo solleva una eccezione. La clausola throws nell'intestazione del metodo specifica che questo speciale valore di "eccezione" sarà di tipo (classe) DataNonValida; il punto del codice in cui l'eccezione viene sollevata è l'istruzione throw new DataNonValida(). Ovviamente deve essere stata definita una classe DataNonValida e, come vedremo nel seguito, questa classe deve anche avere alcune caratteristiche specifiche che consentono l'utilizzo delle sue istanze come valori di eccezione.
La semantica dell'operatore throw ha alcuni aspetti in comune con quella dell'operatore return; in particolare, l'esecuzione dell'istruzione throw comporta la terminazione immediata del metodo e il passaggio del controllo (seppure secondo un particolare insieme di regole che si esamineranno nel seguito) al chiamante del metodo stesso.

## Gestione dell'eccezione nel chiamante
Quando un metodo ne invoca un altro e quest'ultimo può sollevare un'eccezione (come specificato dalla clausola throws della sua intestazione), il chiamante può predisporsi per gestire tale evenienza. La gestione dell'eccezione avviene utilizzando una struttura di controllo specifica, detta blocco try-catch. Come si vedrà, questa struttura di controllo ha un funzionamento in parte simile a (una forma ristretta di) goto e in parte simile alla chiamata di un metodo.
Il seguente frammento di codice mostra l'uso del blocco try-catch nel chiamante:
```
public
 
void
 
faiQualcosa
(
Scanner
 
input
)
 
{

    
boolean
 
successo
 
=
 
false
;

    
int
 
g1
,
 
g2
,
 
m1
,
 
m2
,
 
a1
,
 
a2
;

    
while
 
(
!
successo
)
 
{

        
// chiede all'utente di inserire valori per g1, m1, a1, g2, m2, a2

        
try
 
{

            
...

            
int
 
dd
 
=
 
differenzaDate
(
g1
,
 
m1
,
 
a1
,
 
g2
,
 
m2
,
 
a2
);

            
successo
 
=
 
true
;

            
...

            
System
.
out
.
println
(
"La differenza è "
 
+
 
dd
);

        
}
 
catch
 
(
DataNonValida
 
dnv
)
 
{

            
System
.
out
.
println
(
"Almeno una delle date inserite non è valida"
);

        
}

    
}

}

```

La clausola try controlla un blocco di codice all'interno del quale compare il metodo "a rischio" differenzaDate. Quando il metodo viene eseguito, si danno due casi:
- il metodo ha successo e ritorna un intero. Il blocco controllato dal try viene portato a termine e il controllo passa alla prima istruzione successiva alla struttura di controllo try-catch. Quindi, successo diventa true, viene stampata a video "La differenza è..." e il metodo termina;
- il metodo fallisce e solleva un'eccezione. Il blocco controllato dal try viene immediatamente terminato e il controllo passa al blocco controllato dalla clausola catch. Quindi, successo rimane false, viene stampato il messaggio di errore ("Almeno una delle date inserite non è valida") e il controllo ritorna al ciclo while.

In sostanza, il blocco try-catch consente di separare accuratamente il funzionamento del metodo nel caso "normale" (blocco try) e la gestione di situazioni anomale (blocco catch).

### Il blocco finally
Come altri linguaggi, Java supporta un terzo blocco chiamato finally. Questo blocco verrà eseguito sempre, a prescindere dal fatto che l'esecuzione del blocco try abbia generato o meno un'eccezione, e a prescindere da ciò che accade nel blocco catch.
La sintassi è la seguente:
```
try
 
{

    
// codice che può generare un'eccezione

}
 
catch
 
(
ClasseEccezione
 
e
)
 
{

    
// gestisci l'eccezione

}
 
finally
 
{

    
// codice da eseguire in ogni caso

}

```

### Catch multiple
Un metodo può sollevare più tipi di eccezione. Per esempio, un metodo che deve accedere a file potrebbe prevedere diverse segnalazioni di anomalie che rappresentano il fatto che il file non esista oppure che i suoi contenuti risultino danneggiati o scorretti:
```
public
 
int
 
leggiFile
()
 
throws
 
FileInesistente
,
 
FileDanneggiato
 
{

    
...

}

```

Analogamente, un blocco try-catch può comprendere più blocchi catch dedicati a gestire diversi tipi di eccezioni:
```
public
 
faiQualcosa2
()
 
{

    
try
 
{

        
leggiFile
();

    
}
 
catch
 
(
FileInesistente
 
fi
)
 
{

        
System
.
out
.
println
(
"Ooops! Il file "
 
+
 
fi
.
getNomeFile
()
 
+
 
" non esiste!"
);

    
}
 
catch
 
(
FileDanneggiato
 
fd
)
 
{

        
System
.
out
.
println
(
"Ooops! Il file "
 
+
 
fd
.
getNomeFile
()
 
+
 
" contiene dati scorretti!"
);

    
}

}

```

## La regola "handle or declare"
Potrebbe darsi il caso in cui, a differenza di quanto visto nell'esempio precedente, il metodo chiamante non sia in grado di prendere contromisure rispetto al problema occorso. Supponiamo per esempio che il metodo che riceve dall'input i valori dei giorni, mesi e anni non sia faiQualcosa ma il suo chiamante (e che quindi, faiQualcosa riceva questi dati come argomenti). In tal caso è sensato supporre che sia opportuno delegare al chiamante di faiQualcosa anche la soluzione del problema (cioè chiedere nuovi dati all'utente). Il blocco di codice seguente mostra quale dovrebbe essere la forma del metodo faiQualcosa in questo caso:
```
public
 
void
 
faiQualcosa
(
int
 
g1
,
 
int
 
m1
,
 
int
 
a1
,
 
int
 
g2
,
 
int
 
m2
,
 
int
 
a2
)
 

 
throws
 
DataNonValida

 
{

    
int
 
dd
 
=
 
differenzaDate
(
g1
,
 
m1
,
 
a1
,
 
g2
,
 
m2
,
 
a2
);

    
System
.
out
.
println
(
"La differenza è "
 
+
 
dd
);

}

```

Poiché faiQualcosa non può risolvere il problema eventualmente segnalato da differenzaDate, in questa versione esso non contiene una clausola try-catch. In questo caso, se differenzaDate solleva effettivamente l'eccezione, il modello di exception handling di Java prevede che anche faiQualcosa venga terminato. L'eccezione sollevata da differenzaDate sarà in tal caso automaticamente "propagata" al chiamante di faiQualcosa, esattamente come se quest'ultimo avesse eseguito l'istruzione throw. Per questo motivo, diventa obbligatorio inserire la clausola throws DataNonValida anche nell'intestazione di faiQualcosa, segnalando così il fatto che anche questo metodo (indirettamente) può riportare una eccezione di tipo DataNonValida al proprio chiamante.
Questa regola di Java (innovativa rispetto all'exception handling del C++) viene detta regola handle or declare (gestisci o dichiara): a fronte di una possibile eccezione, un metodo deve gestirla oppure dichiarare a sua volta di sollevarla. Questo modello implica che una eccezione non possa mai passare inosservata; se non la si gestisce, non si fa altro che rimandare al chiamante l'obbligo di gestirla.

### Osservazioni
Nei linguaggi sprovvisti di un meccanismo di exception handling, un metodo segnala il proprio fallimento, di norma, ritornando un valore speciale, a cui il programmatore attribuisce convenzionalmente il significato di segnalazione di fallimento. Per esempio, il metodo differenzaDate potrebbe tornare "-1" in caso di fallimento. Questo modello di gestione delle anomalie ha però diverse controindicazioni:
- la segnalazione segue una convenzione che deve essere documentata accuratamente; in assenza di una documentazione appropriata, il chiamante potrebbe non riuscire a interpretare il valore tornato;
- non sempre è possibile identificare un valore "speciale" da usare come segnalazione di errore; per esempio, se "differenzaDate" è pensato per fornire la differenza sia fra date crescenti che fra date decrescenti e distinguere i due casi, "-1" potrebbe essere un valore di ritorno lecito (per esempio il risultato di "differenzaDate(1, 1, 1970, 2, 1, 1970)");
- in ogni caso, non esiste alcun vincolo che imponga al chiamante di verificare correttamente se il metodo chiamato ha fallito e, nel caso, prendere provvedimenti. Rendendo obbligatoria la gestione delle eccezioni ("handle or declare") il modello di Java impedisce alle anomalie di passare "inosservate". Se questo comporta un onere per il programmatore (proprio perché lo obbliga a gestire ogni possibile anomalia), d'altra parte la regola contribuisce alla maggiore robustezza del programma.

## Eccezioni come oggetti
Negli esempi precedenti, i valori usati come "eccezioni" erano istanze di una classe Java (DataNonValida). A differenza di quanto avviene in C++, Java non ammette l'uso di tipi primitivi come valori-eccezione; le eccezioni, cioè, devono essere oggetti. Più in particolare, le classi definite per rappresentare le eccezioni devono estendere la classe Throwable (letteralmente: "che può essere lanciato"). A parte questo vincolo, la definizione di una classe di eccezione è libera. Molto spesso, in particolare, si usano attributi e metodi per corredare l'oggetto-eccezione di informazioni specifiche sul tipo di errore verificatosi.
Si consideri la seguente definizione:
```
public
 
class
 
DataNonValida
 
extends
 
Throwable
 
{

    
private
 
int
 
g
,
 
m
,
 
a
;

    
public
 
DataNonValida
(
int
 
g
,
 
int
 
m
,
 
int
 
a
)
 
{

        
this
.
g
 
=
 
g
;

        
this
.
m
 
=
 
m
;

        
this
.
a
 
=
 
a
;

    
}

    
public
 
int
 
getGiorno
()
 
{
 
return
 
g
;
 
}

    
public
 
int
 
getMese
()
 
{
 
return
 
m
;
 
}

    
public
 
int
 
getAnno
()
 
{
 
return
 
a
;
 
}

}

```

Questa classe rappresenta una anomalia di data non valida; le sue istanze sono anche in grado di memorizzare nei propri attributi i valori di giorno, mese e anno di cui si è rilevata la non validità. Si consideri ora questa riscrittura del metodo differenzaDate:
```
public
 
int
 
differenzaDate
(
int
 
gg1
,
 
int
 
mm1
,
 
int
 
aa1
,
 
int
 
gg2
,
 
int
 
mm2
,
 
int
 
aa2
)

 
throws
 
DataNonValida

 
{

    
if
(
!
dataValida
(
gg1
,
 
mm1
,
 
aa1
))

        
throw
 
new
 
DataNonValida
(
gg1
,
 
mm1
,
 
aa1
);

    
else
 
if
(
!
dataValida
(
gg2
,
 
mm2
,
 
aa2
))

        
throw
 
new
 
DataNonValida
(
gg2
,
 
mm2
,
 
aa2
);

    
else
 
{

        
int
 
risultato
;

        
// ... calcola la differenza fra le date

        
return
 
risultato
;

    
}

}

```

In questa variante, il metodo segnala l'anomalia occorsa generando un oggetto-eccezione che, a differenza dei casi precedenti, viene corredato dell'informazione aggiuntiva circa i valori di giorno, mese e anno che sono risultati scorretti. Questo potrebbe servire al chiamante, per esempio, per chiedere all'utente il reinserimento solo di una delle due date inserite (quella che si è rivelata scorretta).
Il seguente frammento di codice mostra come le informazioni inserite nell'oggetto-eccezione diventino disponibili a chi "cattura" (catch) l'eccezione stessa:
```
try
 
{

    
int
 
dd
 
=
 
differenzaDate
(
g1
,
 
m1
,
 
a1
,
 
g2
,
 
m2
,
 
a2
);

    
...

}
 
catch
 
(
DataNonValida
 
dnv
)
 
{

    
System
.
out
.
println
(
"La data "
 
+
 
dnv
.
getGiorno
()
 
+
 
"/"
 
+
 
dnv
.
getMese
()
 
+
 
"/"
 
+
 
dnv
.
getAnno
()
 
+
 
" non è corretta"
);

}

```

L'identificatore dnv che compare nella clausola catch gioca un ruolo analogo a quello di un parametro di un metodo. Esso cioè identifica un reference a cui viene assegnato l'oggetto-eccezione "lanciato" dall'istruzione throw. Tale oggetto può quindi essere manipolato come un oggetto qualsiasi, per esempio per estrarne informazione.

## Eccezioni e polimorfismo
Se le eccezioni sono descritte da classi che estendono Throwable, è possibile che diverse classi-eccezione siano legate da relazioni di ereditarietà. In accordo con i principi generali del paradigma orientato agli oggetti, si avranno relazioni del genere fra classi che rappresentano rispettivamente tipi di eccezioni generali (superclasse) e casi particolari (sottoclassi). Per esempio, la classe FileInesistente e la classe FileDanneggiato potrebbero essere sottoclassi di una classe ProblemaAccessoAlFile (questa classe potrebbe per esempio definire il metodo getNomeFile usato negli esempi precedenti).
Il polimorfismo (legato alle relazioni di ereditarietà) gioca un ruolo importante nella gestione delle eccezioni in Java. Per esempio, una clausola catch il cui "parametro" sia dichiarato di tipo ProblemaAccessoAlFile potrebbe catturare tanto eccezioni di tipo FileInesistente quanto eccezioni di tipo FileDanneggiato (in analogia con l'applicazione del polimorfismo al passaggio parametri verso metodi e costruttori). Su considerazioni generali sul polimorfismo e il suo corretto uso, si veda la voce corrispondente. Nel caso estremo, un blocco catch con parametro di tipo Throwable, per definizione, può catturare eccezioni di qualsiasi tipo.
Per motivi analoghi, se un metodo dichiara di sollevare eccezioni di una certa classe C, questo è assolutamente compatibile con l'eventualità che, sempre o in alcuni casi, tale metodo sollevi in effetti eccezioni di sottoclassi di C.
Un altro legame fra polimorfismo ed eccezioni è dato dalle regole che governano l'overriding in Java. Quando si esegue overriding di un metodo che dichiara di sollevare eccezioni, il metodo ridefinito non può mai sollevare "più" tipi di eccezione di quelli sollevati dal chiamante. Se per esempio il metodo originale solleva eccezioni di classe C, il metodo ridefinito potrebbe:
- dichiarare a sua volta di sollevare eccezioni di classe C;
- dichiarare di sollevare eccezioni di una sottoclasse di C;
- dichiarare di non sollevare eccezioni.

Non potrebbe, invece:
- dichiarare di sollevare eccezioni di una superclasse di C o di una classe non legata a C da legami di ereditarietà.

Questa regola contribuisce a garantire che tutte le eccezioni vengano sempre gestite. Si consideri il seguente blocco di codice:
```
public
 
class
 
X
 
{

    
public
 
void
 
faiQualcosa
()
 
throws
 
C
 
{
 
...
 
}

}

public
 
class
 
Y
 
{

    
public
 
void
 
m
(
X
 
x
)
 
{

        
try
 
{

            
x
.
faiQualcosa
();

        
}
 
catch
 
(
C
 
c
)
 
{

            
...

        
}

    
}

}

```

In virtù del polimorfismo, sappiamo che il metodo m potrebbe essere invocato con un argomento che non è di classe X, ma di una sua sottoclasse qualsiasi. In virtù dell'overriding e del binding dinamico, quindi, non abbiamo garanzie che il metodo faiQualcosa chiamato in m sia esattamente quello definito nella classe X; esso potrebbe infatti essere stato ridefinito in qualche sottoclasse di X. A fronte di questa incertezza, però, le regole descritte sopra ci garantiscono che qualunque ridefinizione di faiQualcosa in qualunque classe non potrà sollevare eccezioni non gestite dalla catch del metodo m; questo infatti si verificherebbe solo se tale ridefinizione sollevasse eccezioni che non sono né di classe C né di sue sottoclassi, ciò che appunto le regole riportate sopra escludono.

## Classificazione delle eccezioni
Sebbene al programmatore sia consentito scrivere proprie classi di eccezione, Java dispone già di una propria gerarchia di classi-eccezione, di cui è rilevante conoscere la struttura generale.
Come si è detto, tutte le eccezioni sono Throwable. Le due sottoclassi dirette di Throwable sono Error e Exception. La classe Error dovrebbe essere riservata per situazioni anomale legate a malfunzionamenti della macchina virtuale Java; in genere, queste non dovrebbero essere gestite, perché corrispondono a situazioni che per definizione si considerano irrecuperabili. Se per esempio un programma entra in una condizione di stack overflow, l'esecuzione di qualsiasi istruzione diventa inaffidabile; la terminazione del programma risulta quindi l'opzione più ragionevole.
Le Exception sono invece le eccezioni che possono essere gestite. La sottoclasse RuntimeException rappresenta quelle eccezioni che vengono sollevate dalla macchina virtuale Java (e quindi non da una istruzione throw del programma). Per esempio, il tentativo da parte del programma di usare un reference di valore null comporta la segnalazione di una RuntimeException da parte della JVM. Queste eccezioni possono essere catturate e gestite. Tuttavia, essendo in un certo senso eccezioni spontanee (non generate esplicitamente dal programma), esse non vengono dichiarate nelle clausole throws (in un certo senso, si assume che qualunque metodo possa incorrere in anomalie di questo genere, per cui dichiarare questa possibilità in modo sistematico, con il conseguente obbligo di gestione dato dalla regola handle or declare, diverrebbe troppo oneroso).